# Obrazek logiczny

Przykład rozwiązywania obrazka logicznego

Obrazek logiczny – łamigłówka polegająca na zaczernianiu pól diagramu. Zaczernione pola utworzą rysunek. To, które pola trzeba zaczernić, wskazują liczby obok diagramu. Liczby z lewej strony każdego wiersza określają, ile grup czarnych pól jest w danym rzędzie i ile czarnych pól jest w każdej grupie. Dla przykładu liczby „1,4,2” oznaczają trzy grupy: pierwsza jest złożona z jednego, druga z czterech, a trzecia z dwóch czarnych pól. Wyodrębnienie 3 kolejnych liczb świadczy o tym, że pomiędzy grupami czarnych pól występuje przynajmniej jedno wolne (białe) pole. Analogicznie jest z liczbami u góry diagramu.
Obrazki czarno-białe są klasyczną wersją, ale czasami można spotkać wersję z wieloma kolorami, w której pola diagramu koloruje się zgodnie z kolorem liczb. Pola z dwoma różnymi kolorami nie muszą mieć białego pola pomiędzy sobą. Występuje również inna wersja (triddler), w której diagram składa się z równobocznych trójkątów.

## Nazwy
Łamigłówka ta znana jest pod różnymi innymi nazwami. W polskim miesięczniku „Rozrywka. Nie tylko sudoku” występuje pod nazwą malowane liczbami. W języku angielskim znana jest najczęściej jako nonogram bądź griddler. 
Na świecie znana jest również jako: Crucipixel, Edel, FigurePic, gameLO, Grafilogika, Hanjie, Illust-Logic, Japanese Crosswords, Japońska Krzyżówka, Japanese Puzzels, Japońskie Puzzle, Japoński Obrazek, Kare Karala!, Logic Art, Logic Square, Logicolor, Logik-Puzzles, Logimage, Maľované krížovky, Oekaki Logic, Oekaki-Mate, Paint by Numbers, Paint Logic, Pic-a-Pix, Picross, Pixel Puzzles, Shchor Uftor, Tsunami, Zakókodované obrázky.

## Historia
Za twórcę tej łamigłówki uznaje się japońską graficzkę Non Ishidę. W 1987 roku wygrała ona konkurs, polegający na stworzeniu obrazka, który można by ułożyć z zapalonych świateł w wieżowcu. Zainspirowało ją to do stworzenia łamigłówki, która polegałaby na wypełnianiu odpowiednich kratek w diagramie. W 1988 roku Ishida opublikowała w Japonii trzy obrazki logiczne pod nazwą „Window Art Puzzles”. W tym samym czasie na identyczny pomysł wpadł Japończyk Tetsuya Nishio, który opublikował bardzo podobne łamigłówki w innym czasopiśmie. 
Poza granicami Japonii łamigłówkę rozpowszechnił James Dalgety, miłośnik zagadek. W 1990 roku wymyślił on nazwę „nonogram” (od imienia Non Ishidy oraz słowa „diagram”) i przekonał wydawcę gazety The Sunday Telegraph, by zaczął co tydzień publikować obrazki logiczne. Pierwsza książka z obrazkami logicznymi, autorstwa Non Ishidy, ukazała się w Japonii, w 1993 roku. W niedługim czasie książki takie zaczęły ukazywać się w innych krajach.
W 1998 roku The Sunday Telegraph ogłosił konkurs na nową nazwę dla obrazków logicznych – wygrała nazwa „Griddlers”. Dzisiaj magazyny z obrazkami logicznymi publikowane są w wielu krajach świata.
W Polsce łamigłówkę tę spopularyzowała gazeta „Wiedza i Życie”, publikując obrazki logiczne jeszcze w latach dziewięćdziesiątych ubiegłego wieku. Od roku 2004 na rynku znajduje się miesięcznik "Obrazki logiczne", w którym znajduje się około 30 łamigłówek tego typu, publikowanych przez Wydawnictwo LOGI - założycielką i pierwszą redaktorką była Urszula Marciniak.

## Metody rozwiązywania

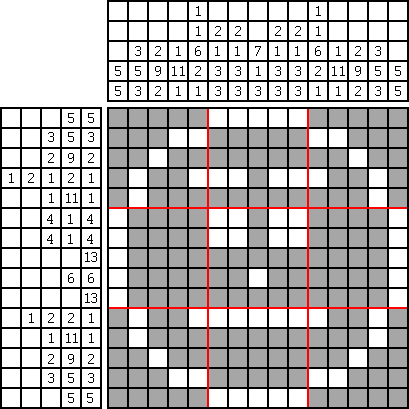
Rozwiązany obrazek logiczny

Podczas rozwiązywania obrazków logicznych trzeba decydować, która komórka jest pełna (czarna), a która pusta (biała). Poprawne zaznaczanie pustych pól jest nie mniej ważne niż zaznaczanie pól pełnych. Podczas rozwiązywania planszy zaznaczone puste pola bardzo pomagają w rozwiązaniu całej łamigłówki. Rozwiązanie większości obrazków logicznych nie jest możliwe bez zaznaczania pustych pól.
Równie ważną zasadą ułatwiającą rozwiązanie łamigłówki jest aby nigdy nie zgadywać. Zaznaczamy tylko komórki, których wartość możemy określić za pomocą dedukcji. Zgadywanie zazwyczaj kończy się błędem i psuje całą zabawę. Nawet jeśli domyślamy się, co przedstawia rozwiązywany obrazek i na tej podstawie możemy zgadnąć, jak powinny być wypełnione następne pola, nie należy zaznaczać komórek bez logicznego uzasadnienia. 
Proste obrazki można rozwiązać rozpatrując tylko poszczególny rząd lub kolumnę i wnioskując, które komórki są pełne, a które są puste. Bardziej skomplikowane obrazki wymagają dedukcji obejmującej więcej kolumn lub rzędów. Taka praca czasami wymaga określania pól metodą „nie wprost”, tzn. „Komórka musi być pełna, ponieważ gdyby była pusta, to w innych komórkach występowałby błąd” i odwrotnie. Czasami aby rozwiązać obrazek trzeba używać metody „nie wprost” analizując jednocześnie kilka komórek – potrzeba do tego dużej wprawy i cierpliwości, radzą sobie z tym tylko najlepsi gracze.